# Jack Williamson
Jack Stewart Williamson (født 29. april 1908 i Bisbee, Arizona, død 10. november 2006 i Portales, New Mexico) var en amerikansk science fiction-forfatter, der er blevet omtalt som "faderen til amerikansk science fiction".
Han modtog i 1975 SFWA Grand Master Award, også kaldet Damon Knight Memorial Grand Master Award og i 2001 Nebulaprisen for The Ultimate Earth.
Han udgav dels bøger i eget navn, dels under pseudonymet Will Stewart.
Asteroiden 5516 Jawilliamson er opkaldt efter ham.

## Danske oversættelser
- Det tomme rums gåde (oversat af Jørgen Rothenborg, 1958)
- Humanoiderne (oversat af Jørgen Rothenborg, 1959)